# Phalaenopsis taenialis
Phalaenopsis taenialis là một loài thực vật có hoa trong họ Lan. Loài này được (Lindl.) Christenson & Pradhan miêu tả khoa học đầu tiên năm 1985.

## Hình ảnh

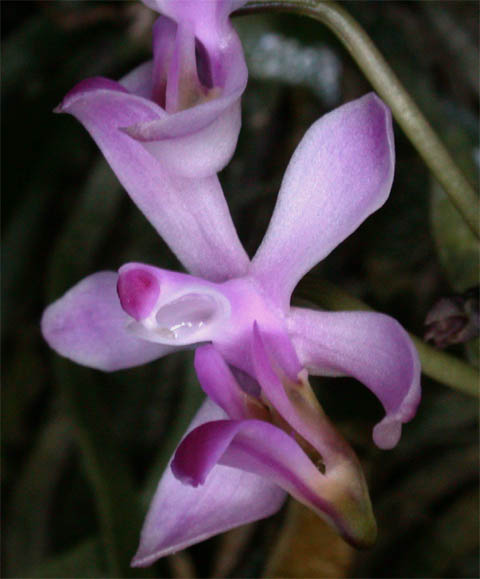
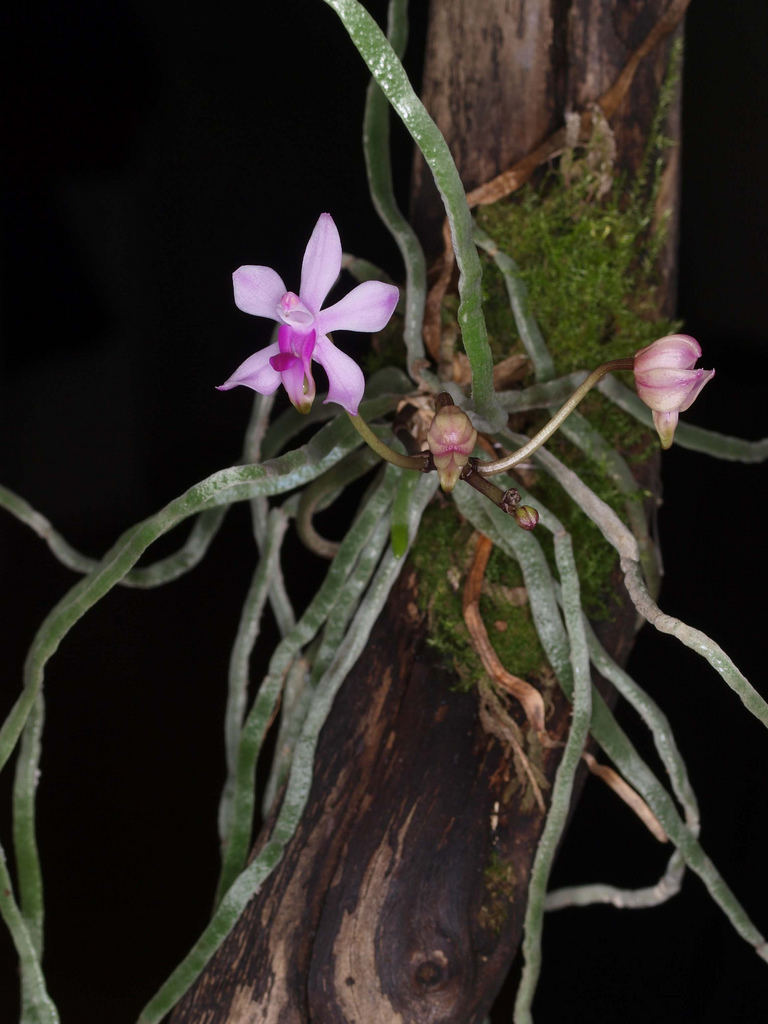
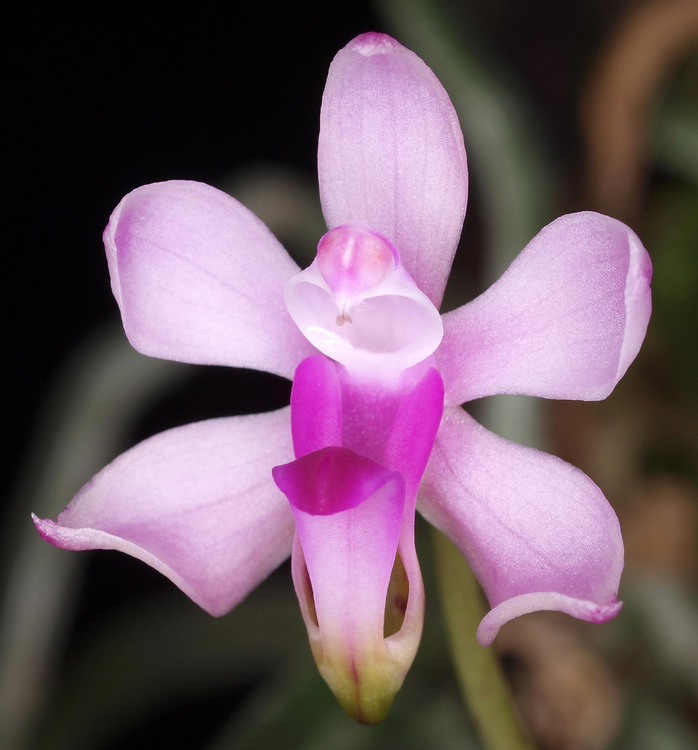